# Uzès
Uzès – miejscowość i gmina we Francji, w regionie Oksytania, w departamencie Gard.
Według danych na rok 1990 gminę zamieszkiwało 7649 osób, a gęstość zaludnienia wynosiła 301 osób/km² (wśród 1545 gmin Langwedocji-Roussillon Uzès plasuje się na 26. miejscu pod względem liczby ludności, natomiast pod względem powierzchni na miejscu 270.).
Co roku odbywają się tu największe w Europie targi czosnkowe.

## Historia
W 50 roku Rzymianie wybudowali w tych okolicach 50-kilometrowy akwedukt, który prowadził wodę z rzeki Eure do miasta Nîmes. Jego pozostałości zwane Pont du Gard są popularnym wśród turystów celem wycieczek. W tamtym okresie powstało również obwarowane osiedle obronne, które uważa się za początki Uzès. Jako Ucetia w połowie VIII wieku w granicach Al-Andalus, od 752 roku w granicach państwa Franków. Od V wieku aż do Rewolucji Francuskiej (1789-1799) Uzès było posiadłością biskupów francuskich, którzy przez lata rywalizowali o władzę w mieście z rodziną książąt Uzès. W XVI wieku miasto stało się jednym z największych we Francji skupiskiem protestantów - wielu mieszkańców wyznawało kalwinizm. Wojny religijne z katolikami doprowadziły do ogromnych zniszczeń miasta, m.in. do wyburzenia siedmiu z dziesięciu kościołów. Dziś w starym Uzès są dwa kościoły i kilkukrotnie odbudowywana katedra.
Dawniej Uzès słynęło z produkcji wełny, ubrań i jedwabiu. Zakłady tekstylne dawały w XV wieku zatrudnienie 2 tys. osób. Później produkcję w gminie zdominował przemysł garncarski, a pod koniec XIX wieku powstała w Uzès fabryka lukrecji. Na terenie gminy działa kilka znanych we Francji winiarni i to właśnie produkcja wina jest obecnie znakiem rozpoznawczym Uzès.

## Znane osoby związane z miastem
W Uzès przez w latach 1661–1662 mieszkał Jean Racine, jeden z trzech najwybitniejszych francuskich dramaturgów obok Molièra i Corneille’a. W Uzès urodził się w 1847 roku Charles Gide, jeden z prekursorów spółdzielczości.
W Chȧteau des Fouzes, dwa kilometry od Uzės, w latach 1940–1942 znajdował się ośrodek o kryptonimie „Cadix”, gdzie polscy kryptolodzy, w tym Marian Rejewski, Jerzy Różycki i Henryk Zygalski łamali szyfry.

## Zabytki
- Katedra Saint-Théodorit et Fenestrelle
- Zamek książąt Uzes
- Pałac du baron de Castille
- Pałac de La Rochette
- kościół Saint-Étienne